# Aspendos
Koordinaten: 36° 56′ N, 31° 10′ O

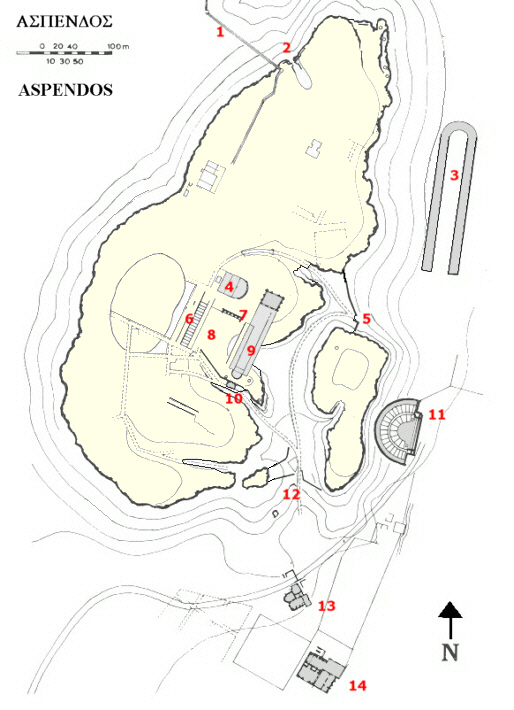
Plan der wichtigsten Gebäude von Aspendos: 1 Aquädukt, 2 Nordtor, 3 Stadion, 4 Bouleuterion, 5 Osttor, 6 Markthalle, 7 Nymphaion, 8 Agora, 9 Basilika, 10 Exedra, 11 Theater, 12 Südtor, 13 Bad, 14 Gymnasion

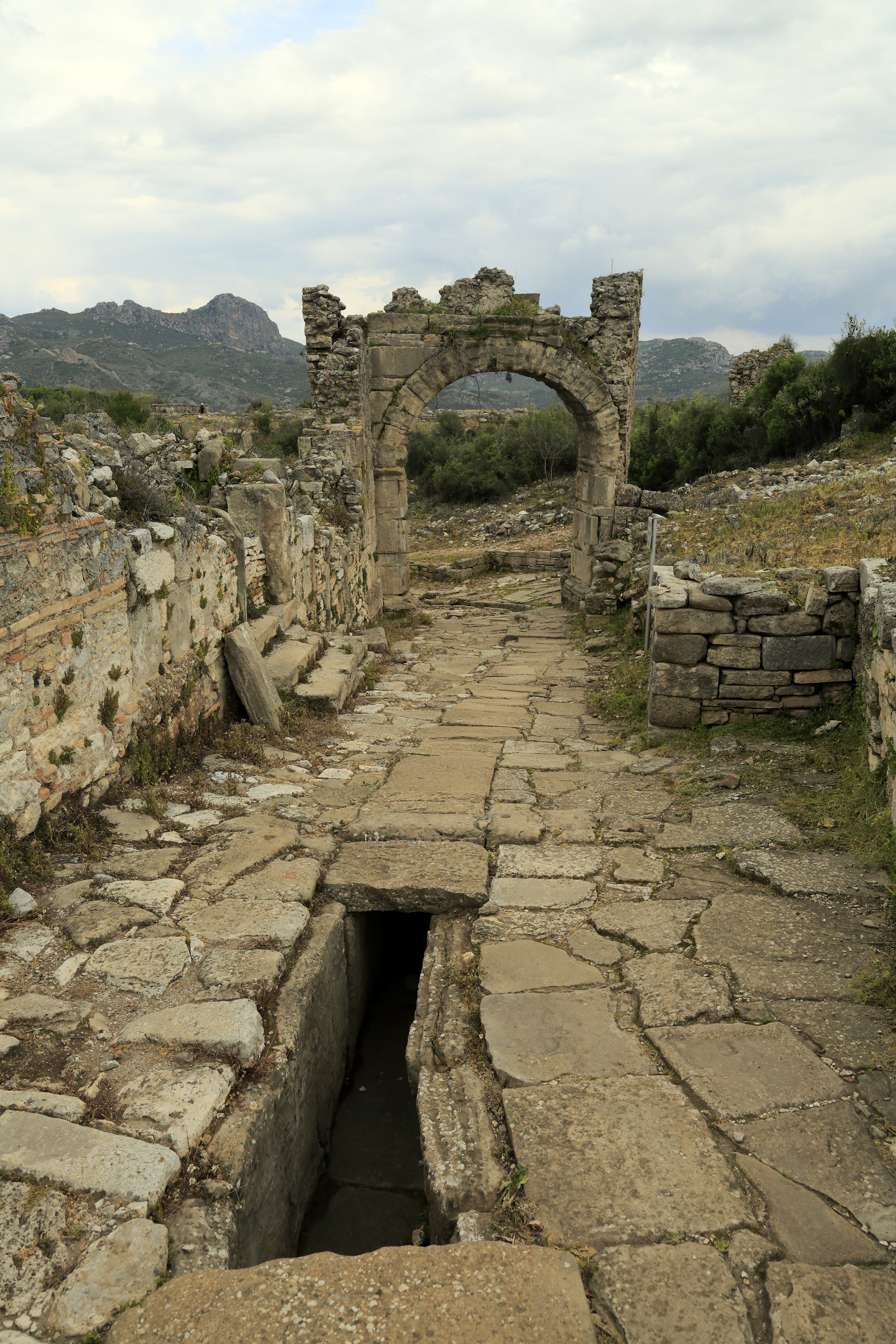
Straße mit Ornamentbogen (Frühjahr 2015)

Aspendos (altgriechisch Ἄσπενδος) war eine antike Stadt in Pamphylien in Kleinasien an der Südküste der jetzigen Türkei, in der Nähe des Dorfes Büyükbelkiz, etwa 5 km östlich von Serik. Das große Theater aus römischer Zeit ist eines der besterhaltenen der Antike. Es wird auch heute noch für Aufführungen genutzt. Die Stadt Aspendos ist nicht ausgegraben. Alle aufragenden Gebäude stammen aus der römischen Blütezeit des 2. und 3. Jahrhunderts n. Chr., als Aspendos ein bedeutendes pamphylisches Handelszentrum war. Die Örtlichkeit liegt 46 Kilometer östlich von Antalya an der Straße nach Alanya.

## Geschichte
Aspendos soll nach der griechischen Überlieferung etwa im 12. Jahrhundert v. Chr. von Siedlern aus dem peloponnesischen Argos gegründet worden sein. Der legendäre Seher Mopsos, der auch von Städten wie Perge als Stadtvater verehrt wurde, galt als einer der Gründer.
Die Münzen von Aspendos aus dem 5. bis 3. Jahrhundert v. Chr. zeigen den Namen Estwediiys (griechisch ΕΣΤFΕΔIIΥΣ), der wohl auf eine ursprünglich hethitische Gründung verweist, da anzunehmen ist, dass es sich um den örtlichen, pamphylischen Namen des Ortes handelte. Bei dem Buchstaben F handelt es sich um das Digamma (δίγαμμα), das ursprünglich der sechste Buchstabe des griechischen Alphabets war und den Lautwert [w] hatte. Das Digamma ging im attisch-ionischen Dialekt bereits frühzeitig verloren und ist unter den griechischen Buchstaben, wie sie in der Schule gelehrt werden, nicht mehr vorhanden.
Die Stadt hatte eine sehr wechselvolle Geschichte und stand im Verlauf von 800 Jahren unter lydischer, persischer, griechischer, ptolemäischer, seleukidischer, römischer, byzantinischer und seldschukischer Herrschaft. In der byzantinischen Periode wurde die Stadt eine Zeit lang Primoupolis genannt. Aus ihrer griechischen Geschichte ist wenig bekannt – Grabungen können zukünftig sicherlich mehr Erkenntnisse über die vorrömische Epoche bringen.
Literarisch belegt ist die Schlacht am Eurymedon. Als Hafenstadt war Aspendos früher durch den Fluss Eurymedon (heute Köprüçay) mit dem Meer verbunden und dadurch zu bleibendem Wohlstand gekommen. Im letzten Kampf der Perserkriege schlug dort der athenische Feldherr und Flottenführer Kimon 466 v. Chr. die Perser in einer Doppelschlacht zu Land und zu Wasser. Seitdem markierte der Eurymedon politisch die Sphärentrennung zwischen dem östlichen persischen Einflussgebiet und dem griechischen Kleinasien im Westen. Unter Alexander dem Großen wurde Aspendos nach anfänglichem Widerstand tributpflichtig. In römischer Zeit vermochte die Stadt ein vorwiegend gutes Verhältnis zu Rom aufzubauen und gelangte als bedeutender Handelsplatz der Region zu ihrer größten Blüte. Insbesondere der Export von Wein, Öl, Salz und Pferden brachte Aspendos Reichtum und Wohlstand. Aspendos war Sitz eines Bischofs; auf das Bistum geht das Titularbistum Aspendus der römisch-katholischen Kirche zurück.

## Theater

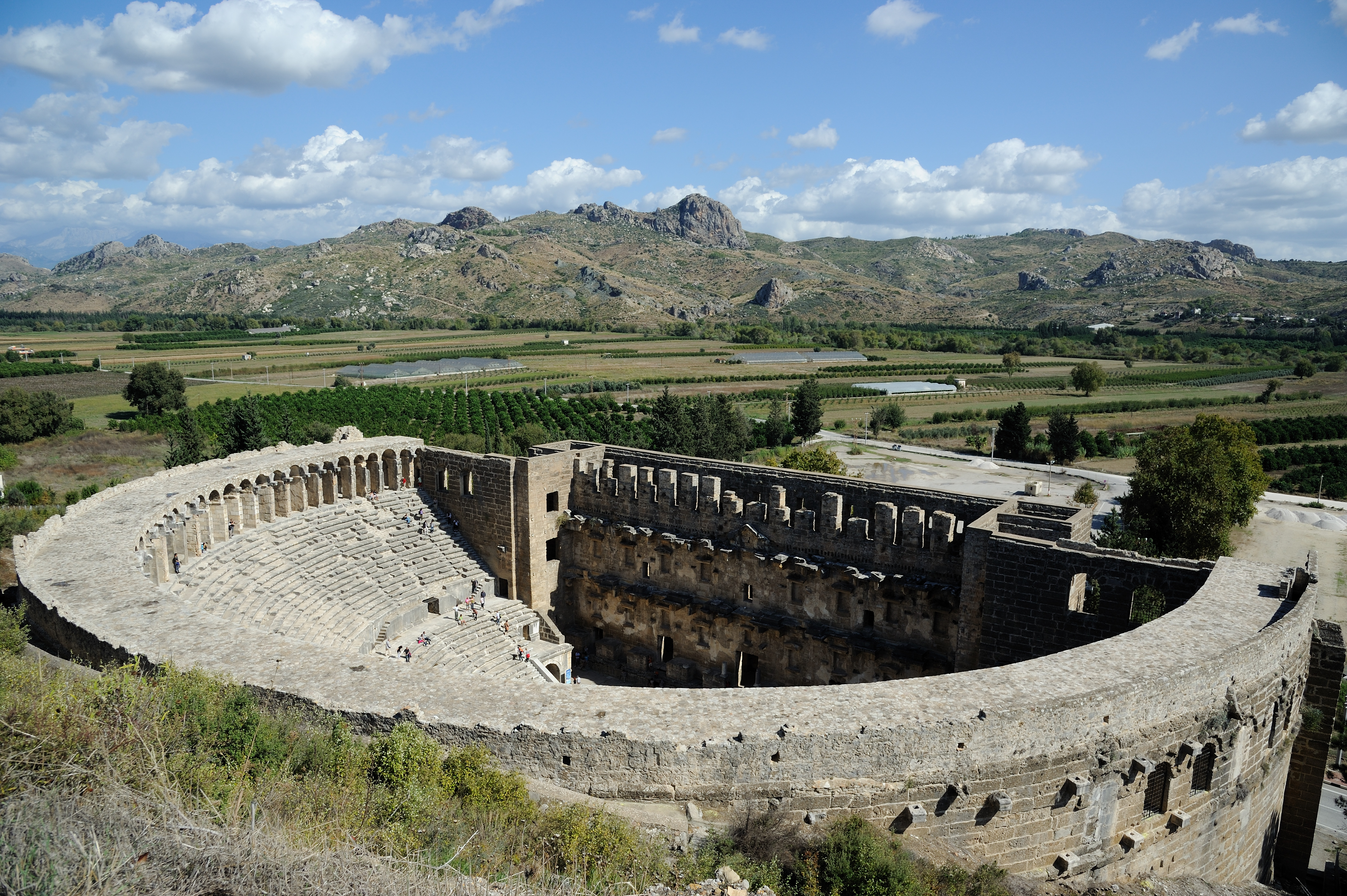
Theater

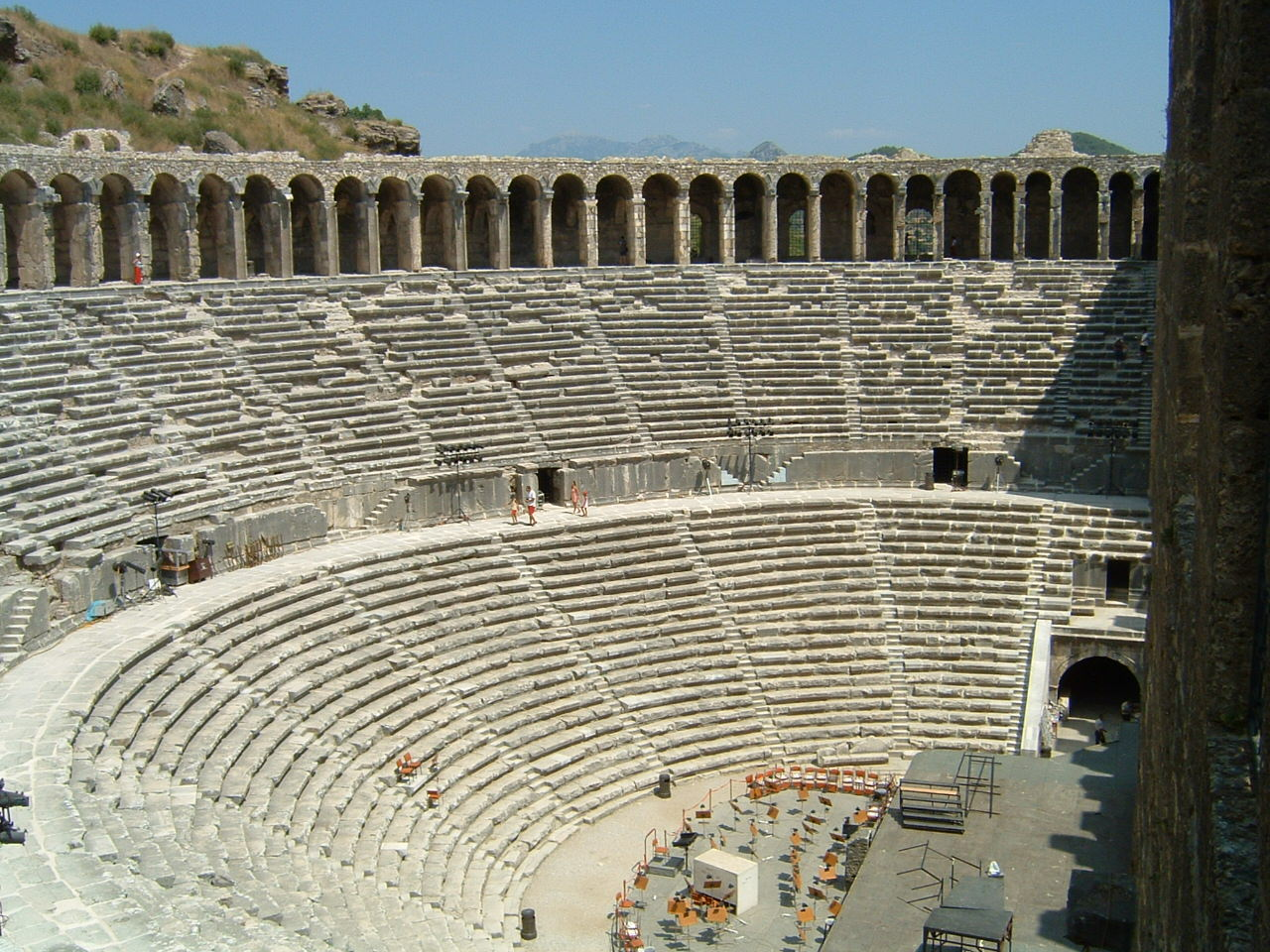
Innenansicht des Theaters

Das Theater von Aspendos ist Teil der antiken Stadt Aspendos. Es ist sehr gut erhalten und wird heute noch für Opern- und Ballettfestivals genutzt. So traten unter anderen Luciano Pavarotti und Josep Carreras auf. 2005 fand hier eine Open-Air-Ausgabe von Wetten, dass..? statt.
Als Alternative dazu hat man in der Nähe des antiken Theaters in Aspendos die „Gloria Aspendos Arena“ gebaut, weil das antike Theater aus Sicherheitsgründen für derartige Vorführungen nicht mehr zur Verfügung gestellt wird. Der Schaden, den das antike Theater durch Bass-Vibrationen bei Open-Air-Veranstaltungen an der Bausubstanz erlitt, ist von Experten respektive der hiesigen Museumsdirektion nicht mehr zu verantworten gewesen, so dass man sich zu diesem Schritt entschloss.
Das Theater ist ein römischer Bau, dessen Bühnenhaus in vollständiger Höhe erhalten geblieben ist. Die Innenseite zur früheren acht Meter breiten Holzbühne war mit reichhaltigem Säulenschmuck, Balkenwerk, Friesen, Rosetten und Ornamenten verziert, wovon die heutigen Reste noch einen guten Eindruck geben. Der zentrale Giebel in der Wandmitte ist erhalten und zeigt ein Relief des Dionysos. Unterhalb der Mauerkrone sind noch die Einlassungen erkennbar, auf denen eine Holzkonstruktion ruhte, welche die Bühne als Wetterschutz überspannte und mutmaßlich für eine noch bessere Akustik sorgte.
An der Außenseite des Bühnenhauses befindet sich eine in Altgriechisch und Latein verfasste Inschrift. Sie nennt als Bauzeit die Kaiserzeit von Mark Aurel (161–180), als Architekten Zenon und als Stifter des Theaters die Brüder Curtius. Die Cavea umfasst 41 Sitzreihen, die durch einen Zwischengang (Diazoma) geteilt werden, und bietet bis zu 20.000 Zuschauern Platz. Da die Seldschuken das Theater im Mittelalter als Karawanserei nutzten, wurde es fortwährend repariert und nach Erdbeben wiederhergerichtet. Dieses erklärt den guten Erhaltungszustand im Vergleich zu den Gebäuden der Umgebung.
Das Theater gehörte zu den öffentlichen Bauten der unteren Stadt. Weiter südlich liegen die Reste der Thermen und der Sportanlage, des Gymnasions. Nordöstlich befindet sich das weniger gut erhaltene Stadion. Westlich des Theaters liegt die Akropolis mit der oberen Stadt von Aspendos. Sie war mit einer eigenen Mauer gesichert, ein Stadttor ist noch erhalten.

## Übrige Stadtreste

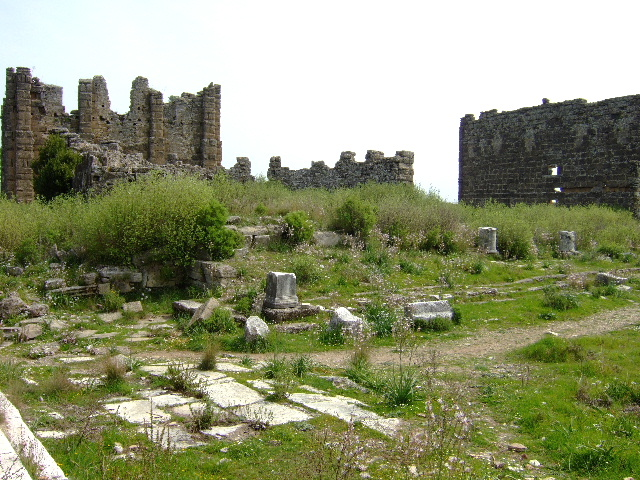
Agora (Frühjahr 2008)

Die noch weitgehend hoch aufragenden römischen Baureste auf dem Akropolishügel gruppieren sich dreiseitig um einen rechteckigen Platz, die Agora. An den Langseiten im Westen und Osten wird er von langgezogenen Markthallen begrenzt. Der östliche Bau ist 142 Meter lang, schließt am Südende mit einer Exedra ab und endet im Norden mit einem mächtigen, 15 Meter aufragenden quadratischen Bau. Der westliche Bau wird als Markthalle interpretiert. An der Nordseite des Platzes dominiert die zweigeschossige Fassade eines Nymphaions, das vermutlich vom Aquädukt gespeist wurde. Nischen für Skulpturen und vorgelagertes Gesims für Säulen und Giebel zeugen von einer ursprünglich prachtvollen Ausstattung. Das dahinter liegende Gebäude an der Nordwestecke diente wahrscheinlich als Bouleuterion (Ratssaal) oder Ekklesiasterion (Saal für die Volksversammlung).
Weiterhin befindet sich oberhalb des Stadions auf dem Tempelberg ein Tempel; welcher Gottheit er gewidmet war, ist noch unklar. Da auf Münzen aus Aspendos (um 450 v. Chr.) Athena und auch Zeus abgebildet sind, könnte der Tempel einer dieser Gottheiten geweiht gewesen sein.
Neben zahlreichen Zisternen wurde die Wasserversorgung durch einen heute noch gut erhaltenen Aquädukt sichergestellt, der aus der nördlichen Ebene zur Stadt hinführt. Um die hochgelegenen Siedlungsteile (Akropolis) mit Wasser versorgen zu können, wurde eine dreifache Druckrohrleitung durch die gesamte Ebene geführt. Diese sorgte durch das Prinzip der kommunizierenden Röhren dafür, dass nicht durch die gesamte Ebene ein Aquädukt von der Höhe der Akropolis geführt werden musste, sondern die Wasserleitung auf einer geringeren Höhe verlaufen konnte.
Die Oberstadt ist zum Teil mit steinigen, aber gut begehbaren Trampelpfaden (auch im Winter nach starken Regenfällen) und ausreichenden Schildern erschlossen. Das sonst weitgehend sich selbst überlasse Gelände wurde inzwischen von Gestrüpp und Gesträuch befreit.

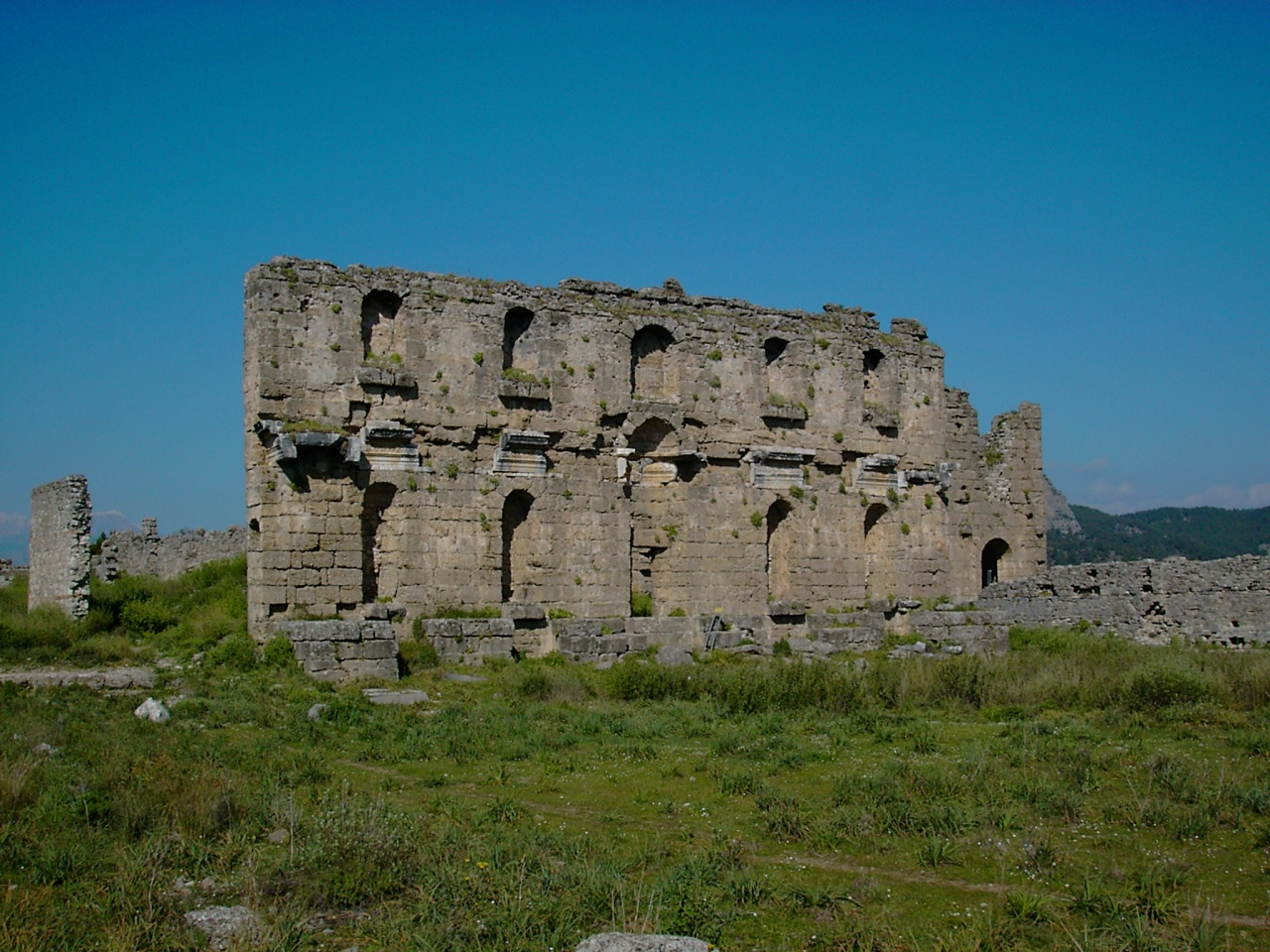
Das Nymphaion
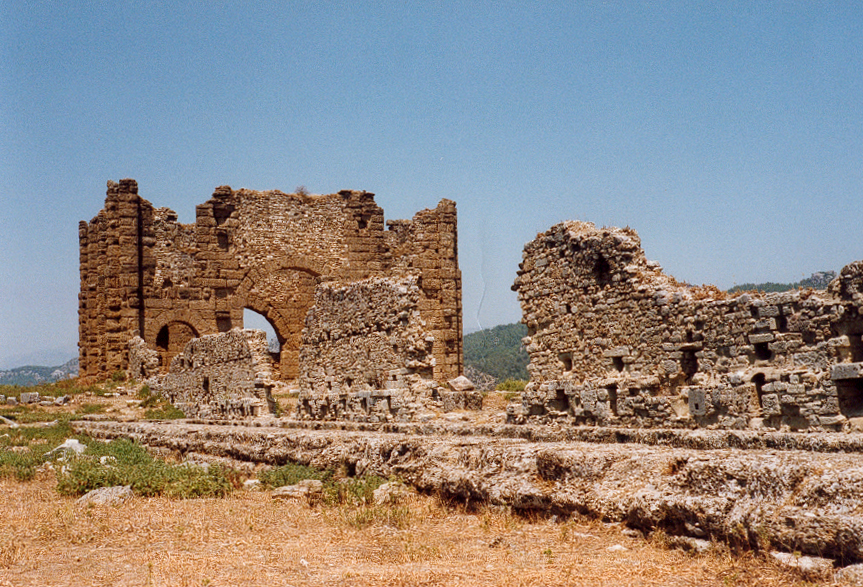
Die Basilika
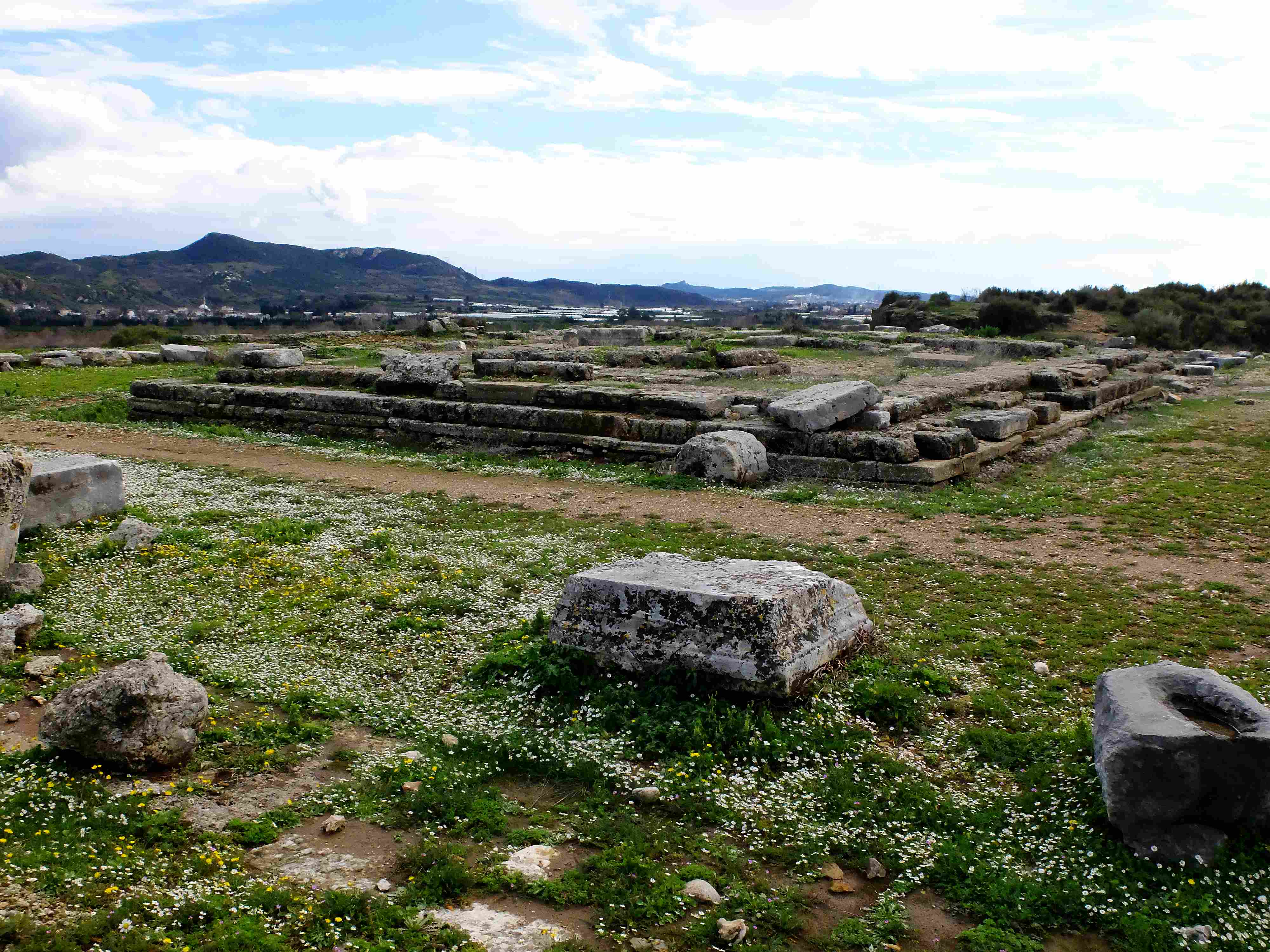
Tempel auf der Akropolis oberhalb des Stadions

## Münzen

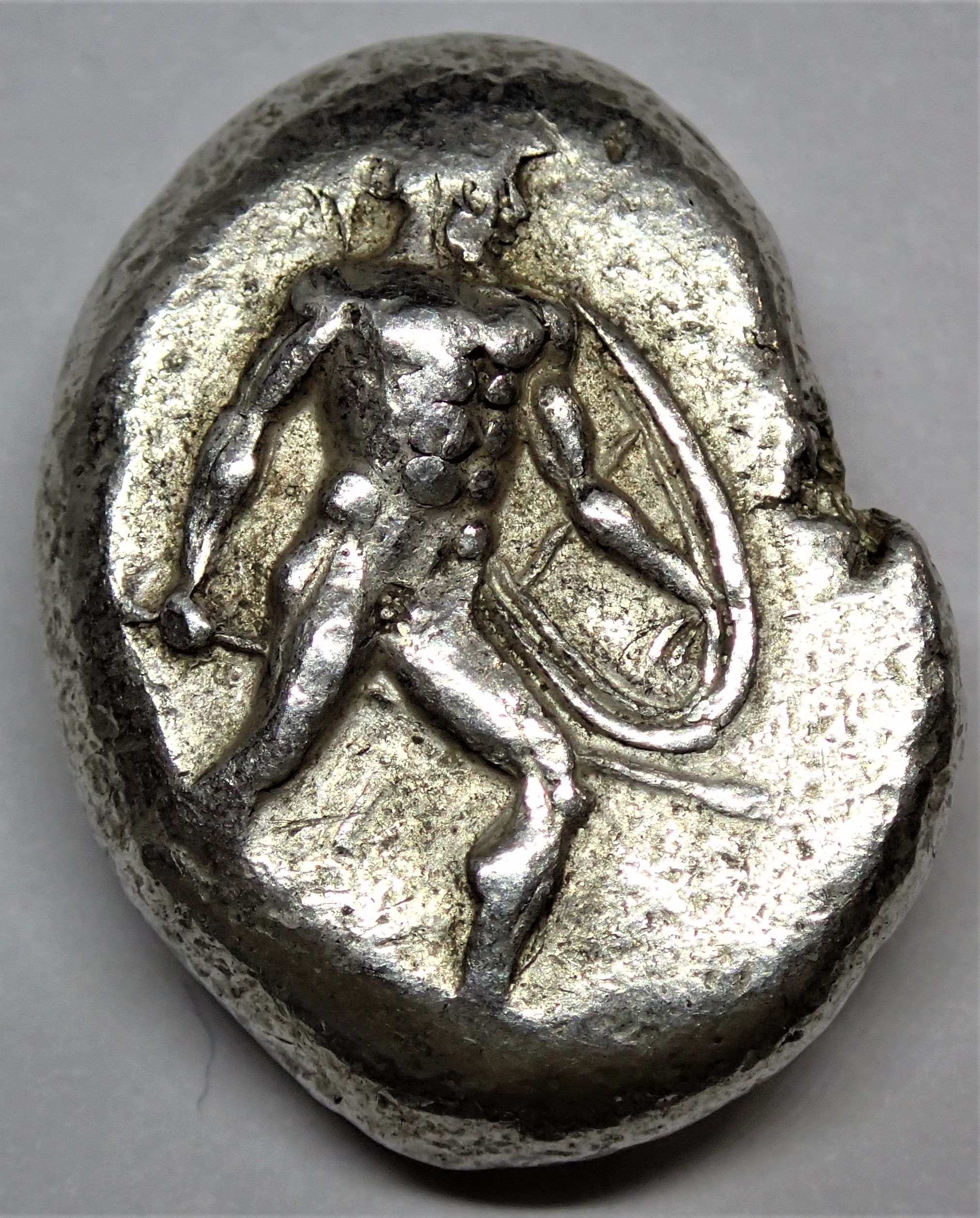
Hoplit auf Stater von Aspendos, 5. Jahrhundert v. Chr.

Die ersten Silbermünzen zeigen auf der einen Seite bewaffnete Hopliten als Symbol für das Militär, auf der anderen Seite Triskeles (Reihe 1, 460–420 v. Chr.). Als Buchstaben kommen Ε, ΕΣ, ΕΣΤ, ΕΣΤFΕ, ΕΣΤFΕΔIIΥ vor. Letzteres bedeutet im Deutschen sinngemäß Geldstück aus ΕΣΤFΕΔΥΣ. Spätere Münzen weisen auf der einen Seite zwei Ringer, auf der anderen Seite einen Schleuderer und die bekannten Triskeles auf (Reihe 2–4, 400–250 v. Chr.). Noch später werden die Göttin Athena, Herakles, Zeus und Alexander der Große abgebildet (Reihe 5, 200–150 v. Chr.). Hier taucht auch erstmals AΣ für AΣΠΕNΔOΣ auf. Die Münzen aus römischer Zeit tragen die Symbole des jeweiligen Caesars und die Inschrift AΣΠΕNΔION (Reihe 6, 200–300 n. Chr.).

## Weitere Sehenswürdigkeiten in der Umgebung
In der Nähe überquert die knapp 260 Meter lange Eurymedonbrücke (Köprüpazar Köprüsü) den gleichnamigen Fluss. Das in seiner heutigen Form seldschukische Spitzbogenbauwerk ruht auf römischen Fundamenten.